# Universidade Católica de Incheon
A Universidade Católica de Incheon é uma universidade particular localizada no distrito de Yeonsu em Incheon, na Coréia do Sul.
A Universidade Católica de Incheon foi fundada em março de 1996 com 40 alunos no departamento de teologia. Choi Ki-bok foi o primeiro presidente. Em 1997, ele estabeleceu o Instituto Coreano de Cultura e o Instituto Asiático de Pesquisa de Evangelização.

A partir de 2015, o corpo docente foi dividido na faculdade de teologia (Departamento de Teologia), na universidade de artes formativas (Departamento de Pintura, Departamento de Escultura Ambiental, Departamento de Design Visual e Departamento de Design Ambiental) e na faculdade (Departamento de Enfermagem). A escola de pós-graduação consiste em uma escola de pós-graduação geral e especial.